# لارس إريك لوندبيرغ
لارس إريك لوندبيرغ (بالسويدية: Lars Erik Lundberg)‏ هو شخصية أعمال سويدي، ولد في 4 يوليو 1920 في نورشوبينغ في السويد، وتوفي في 2001.